# أرناود دي باليري
أرناود دي باليري (بالفرنسية: Arnaud des Pallières) (و. 1961  م) هو مخرج أفلام، وكاتب سيناريو، ومونتير فرنسي، ولد في باريس.

## وصلات خارجية
- أرناود دي باليري على موقع IMDb (الإنجليزية)
- أرناود دي باليري على موقع قاعدة بيانات الأفلام العربية
- أرناود دي باليري على موقع ألو سيني (الفرنسية)
- أرناود دي باليري على موقع أول موفي (الإنجليزية)
- أرناود دي باليري على موقع قاعدة بيانات الأفلام السويدية (السويدية)
- أرناود دي باليري على موقع قاعدة بيانات الفيلم (الإنجليزية)
- أرناود دي باليري على موقع كينوبويسك (الروسية)